# راشيل جرانت
راشيل جرانت هي عارضة وممثلة فلبينية، ولدت في 25 سبتمبر 1977 في الفلبين.

## أعمال

### أفلام
- (2002) مت في يوم آخر[3][4][5]
- (2007) حتى الموت

## وصلات خارجية
- راشيل جرانت على موقع IMDb (الإنجليزية)
- راشيل جرانت على موقع ألو سيني (الفرنسية)
- راشيل جرانت على موقع أول موفي (الإنجليزية)
- راشيل جرانت على موقع قاعدة بيانات الأفلام السويدية (السويدية)
- راشيل جرانت على موقع قاعدة بيانات الفيلم (الإنجليزية)
- راشيل جرانت على موقع كينوبويسك (الروسية)